# Dihammaphora dispar
Dihammaphora dispar là một loài bọ cánh cứng trong họ Cerambycidae.